# Vestalia

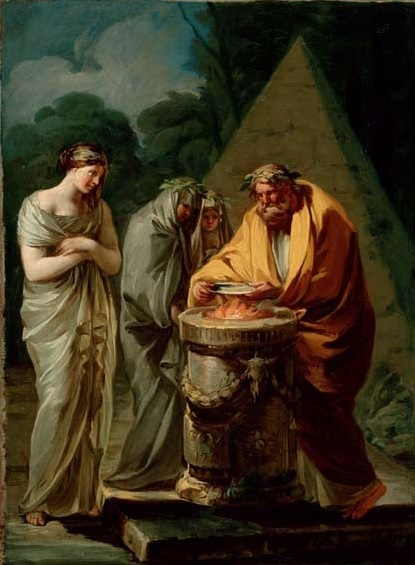
Ofiara dla Westy (mal. Francisco Goya, 1771)

Vestalia – rzymskie święto na cześć bogini Westy obchodzone 9 czerwca.
Kobiety zamężne (matrony) składały wtedy skromne ofiary w postaci pożywienia w świątyni Westy, natomiast jej kapłanki (westalki) piekły okolicznościowy chleb z solonej mąki. Jako dawczyni chleba bogini była również patronką piekarzy; w tym dniu młyny ozdabiano wieńcami i kwiatami, a piekarze hucznie świętowali. Także osiołki przystrajano kwiatami i nie używano ich do zwyczajowych prac. Tłumaczono to mityczno-poetyckim dodatkiem z Owidiusza (fikcyjnym, inspirowanym tradycją hellenistyczną) o tym, iż osiołek miał uchronić nieskalaną czystość bogini przed seksualną napaścią Priapa (Fasti VI, 319nn.).